# Herbert Rühl
Herbert Rühl (* 21. November 1924; † 23. August 2014) war ein deutscher Musikpädagoge.

## Leben und Werk

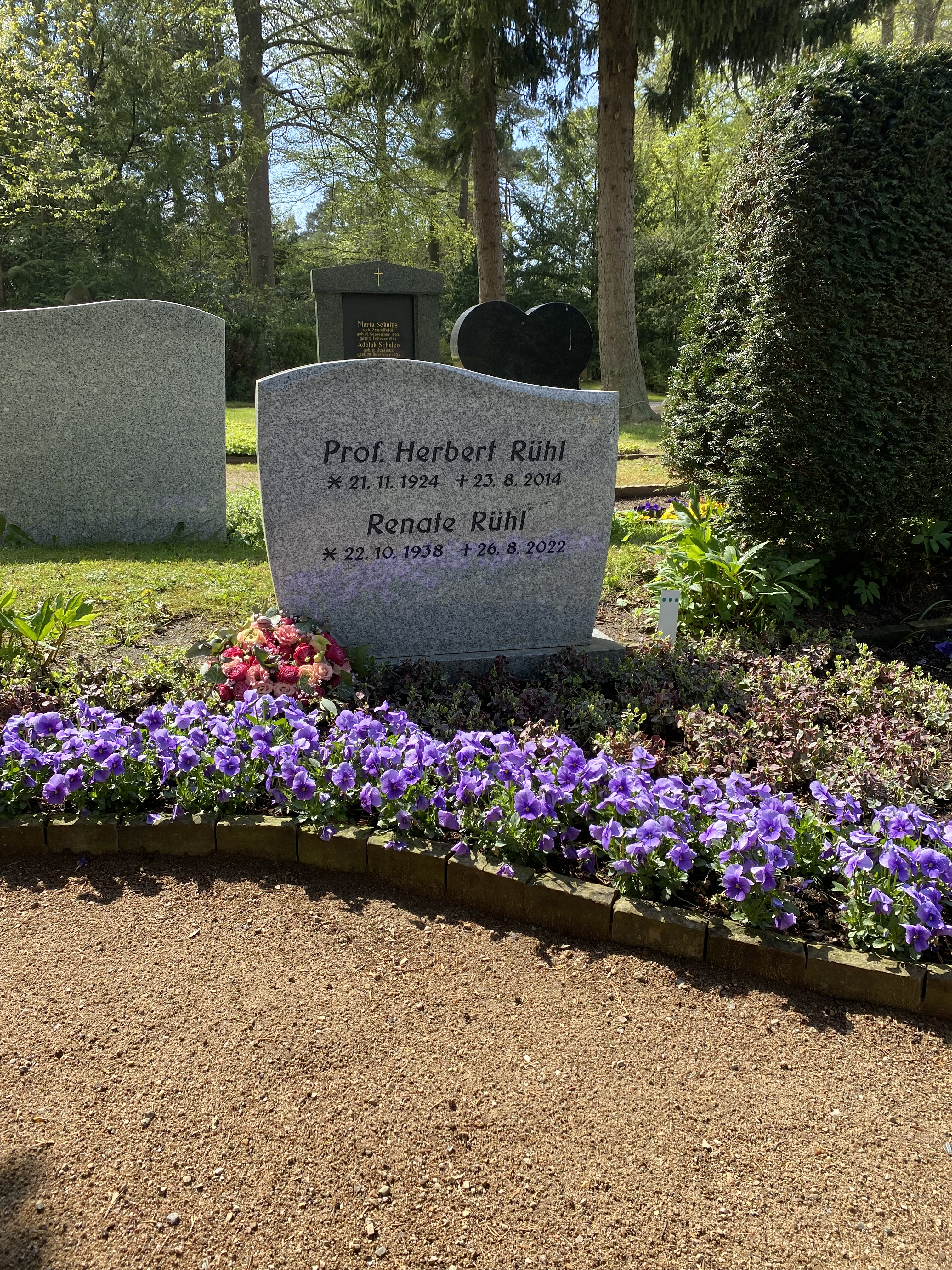
Grabstätte auf dem Friedhof Bergedorf

Herbert Rühl übernahm 1959 als Nachfolger von Wilhelm Twittenhoff die Leitung der Staatlichen Jugendmusikschule Hamburg. 1973 übernahm er zusätzlich zu diesem Amt einen Lehrauftrag an der Hochschule für Musik und Theater Hamburg (HfMT). 1985 gab er den Direktorenposten ab und wurde Professor für Musikpädagogik an der HfMT. Sein Schwerpunkt war die Elementare Musikpädagogik und die Ausbildung von Musiklehrern im freien Beruf und an Musikschulen. 1997 zeichnete die Hochschule für Musik und Theater Hamburg ihn mit dem Titel „Ehrensenator“ aus. Neben seinen hauptberuflichen Aufgaben wirkte er als Chorleiter und Organisator von Musikwettbewerben und -veranstaltungen in Hamburg-Bergedorf.